# Malouinière

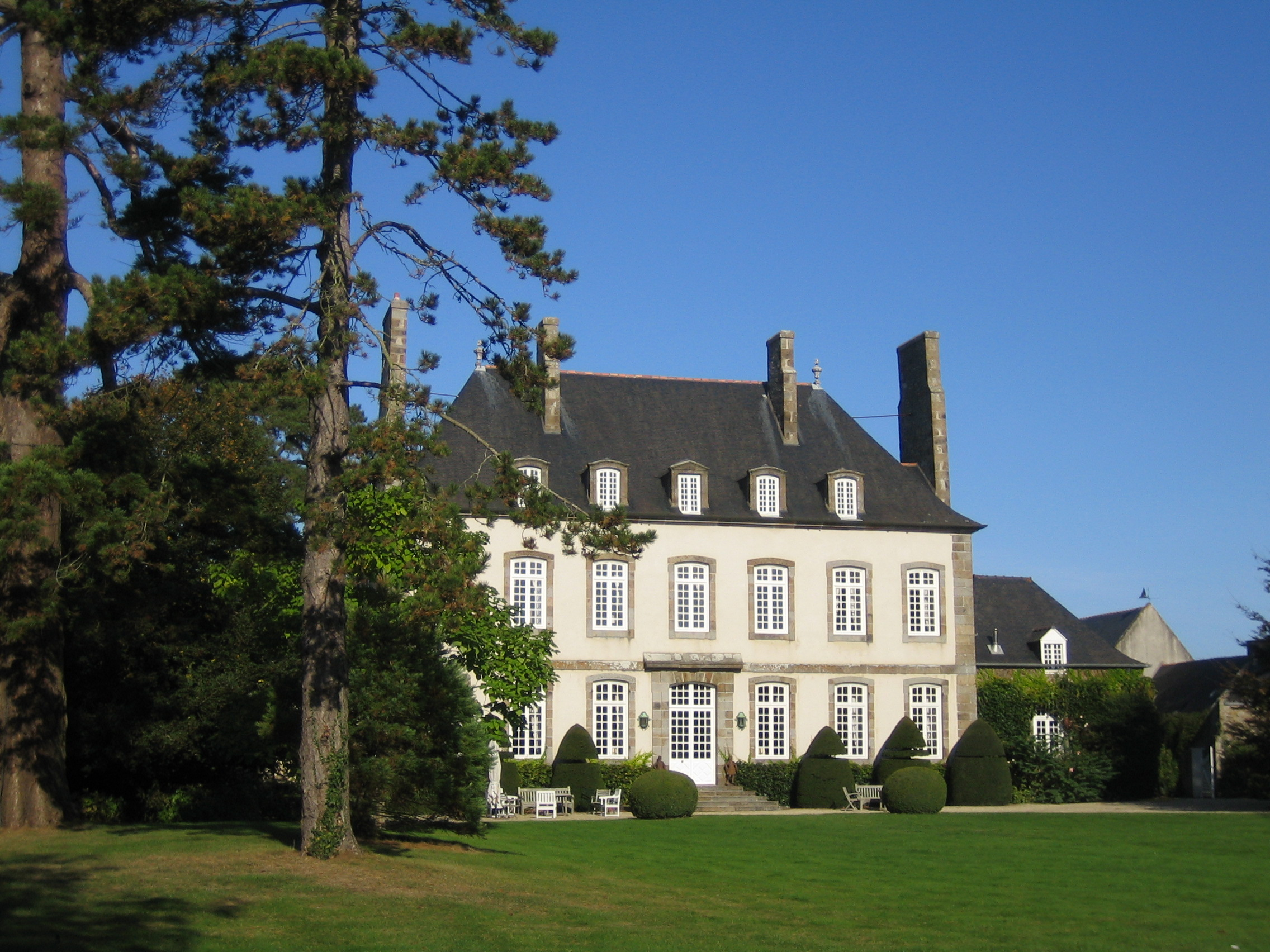
Una malouinière

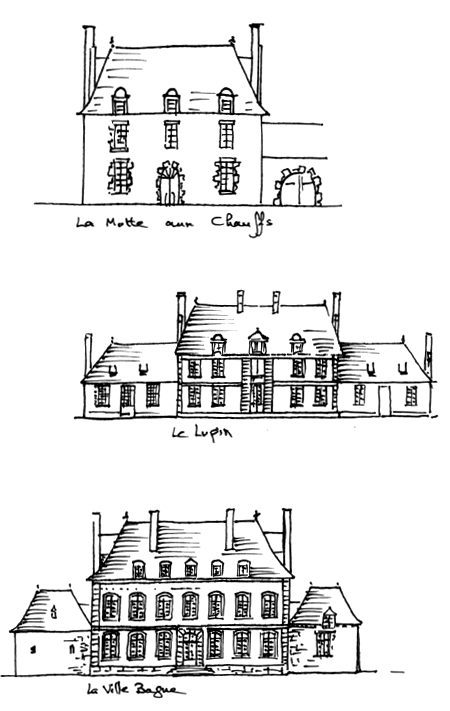
Struttura architettonica di una malouinière

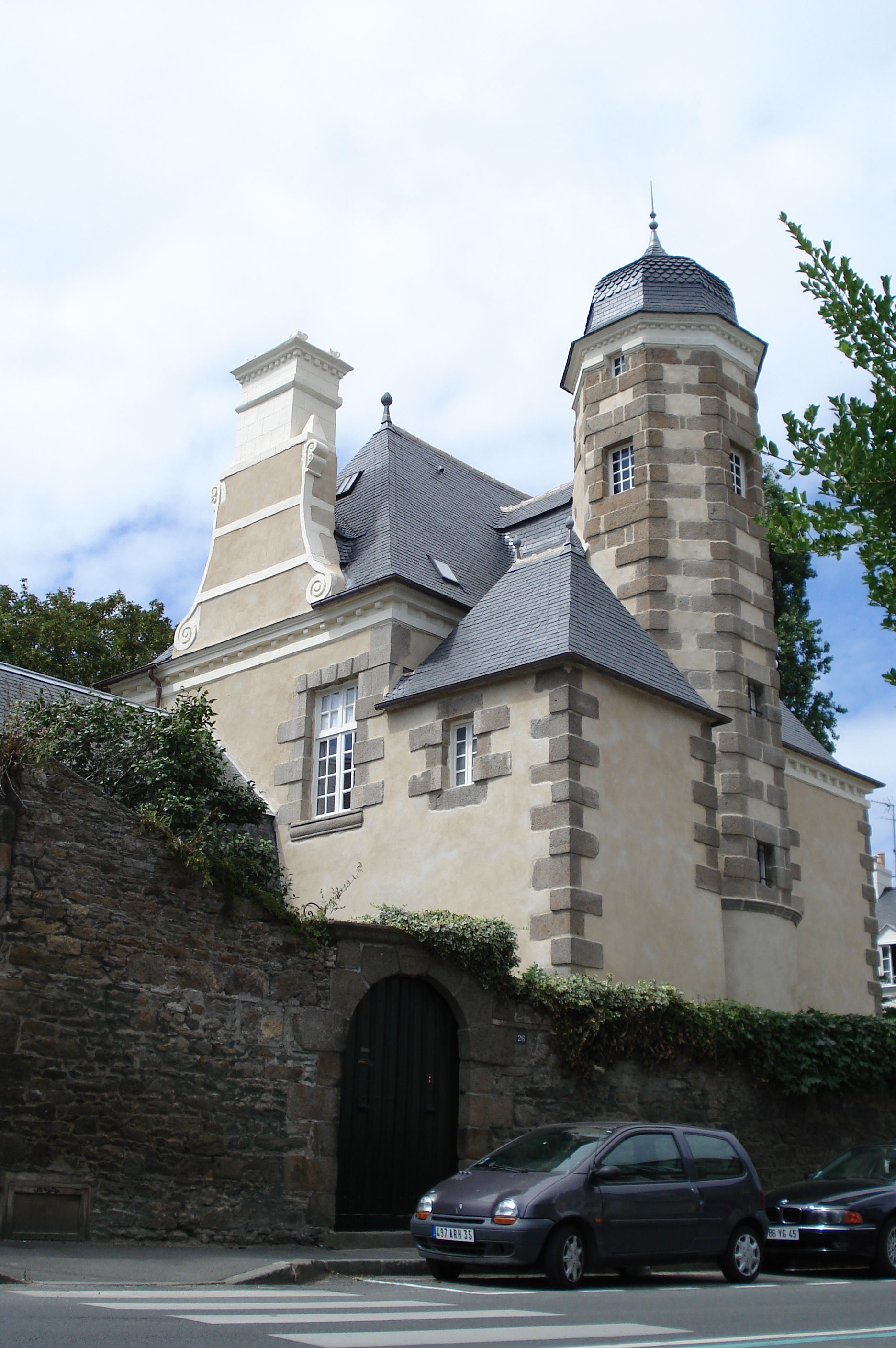
La Malouinière de La Verderie, a Saint-Servan

Le malouinière (pl.: malouinières, derivato da malouin = "di Saint-Malo") sono degli edifici tipici delle zone attorno alla città francese di Saint-Malo, nel dipartimento dell'Ille-et-Vilaine, in Bretagna (Francia nord-occidentale), costruiti tra il XVII e il XVIII secolo (per lo più tra il 1650 e il 1730) come seconda abitazione per i ricchi armatori.
Presentano in genere una struttura architettonica molto semplice e fortemente influenzata dallo stile militare.
Tra le malouinière più famose, figurano lo Château du Bos (residenza di campagna della famiglia Magon, risalente al 1717), la Malouinière de la Ville Bague, lo Château de la Motte-Jean, ecc.

## Galleria d'immagini

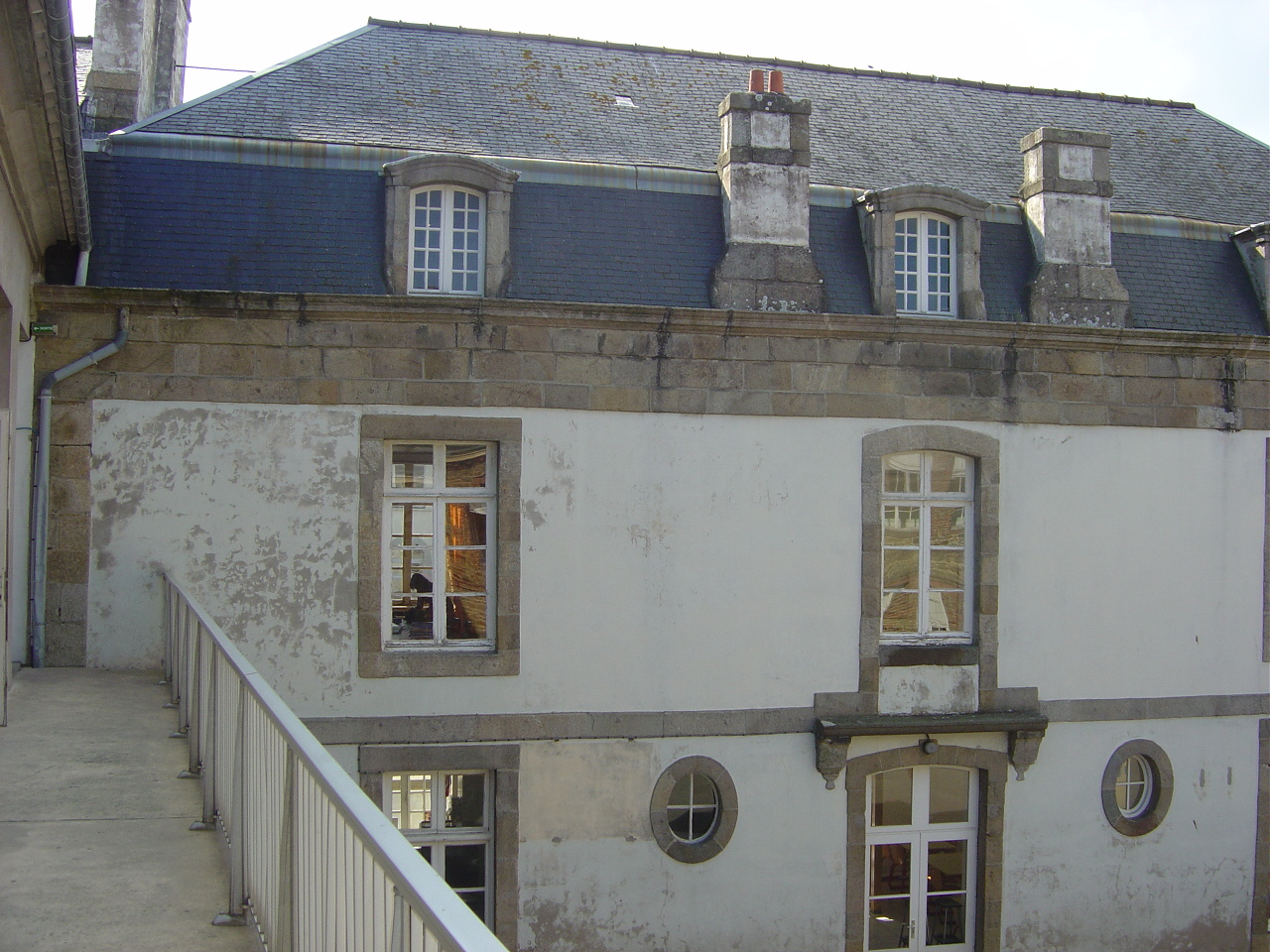
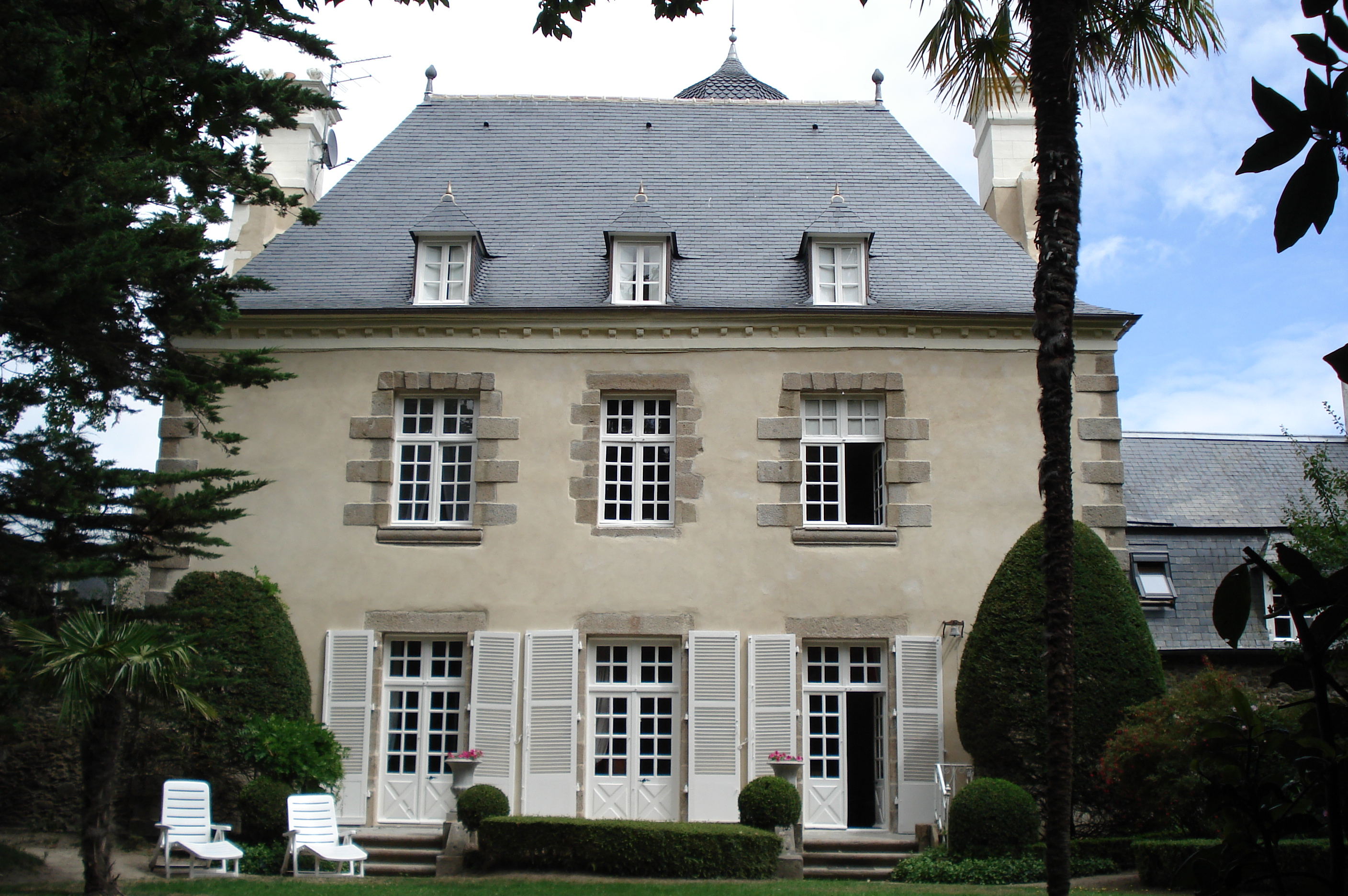
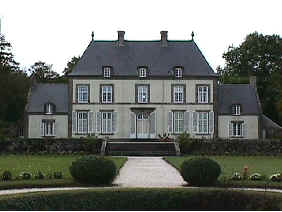
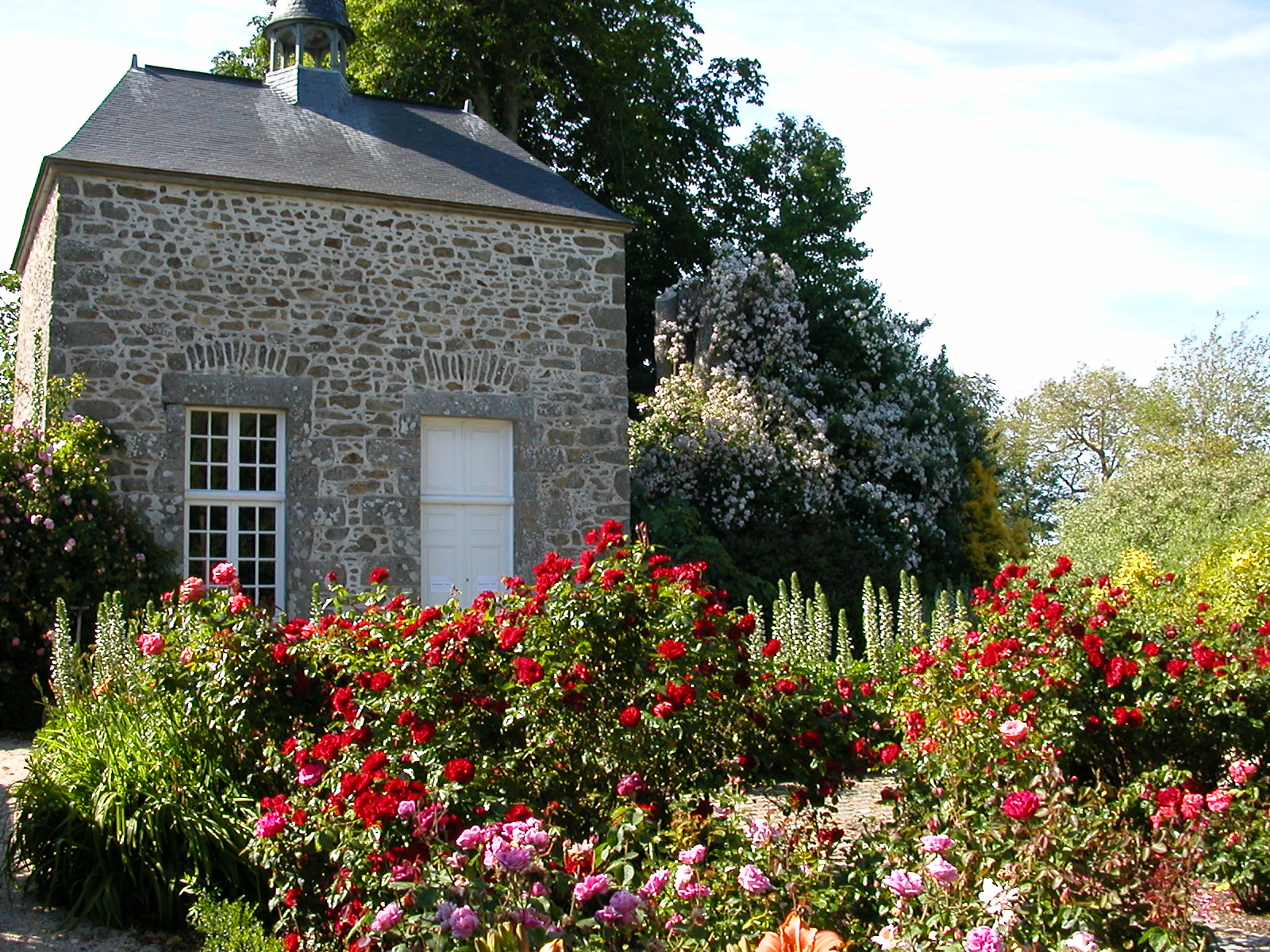

## Caratteristiche architettoniche
Le malouinière, la cui struttura architettonica - come detto - è fortemente influenzata dallo stile militare, presentano un tetto aguzzo, finestre coperte da strisce in granito Chausey e comignoli piuttosto alti con fumaioli in terracotta o in piombo.

## Elenco di celebrimalouinière
- Château du Bos (1717)
- Malouinière de la Balue, a Saint-Malo
- Malouinière du Bosc, a Saint-Jouan-des-Guérets
- Malouinière de Château Doré, a Saint-Malo
- Malouinière de la Chipaudière
- Malouinière du Demaine, a Saint-Méloir-des-Ondes
- Malouinière de La Fosse Hingant, a Saint-Coulomb
- Malouinière des Longchamps, a Saint-Jouan-des-Guérets
- Malouinière de La Mettrie aux Louëts, a Saint-Coulomb
- Malouinière de La Motte aux Chauff (1660), a Saint-Coulomb
- Château de la Motte-Jean
- Malouinière de L'Ormerie, a Paramé
- Malouinière de Rivasselou, a Paramé
- Malouinière de la Rivière, a Paramé
- Malouinière de la Verderie, a Saint-Servan
- Malouinière de la Ville Bague (1715), a Saint-Coulomb